# Peter Koech
Peter Koech, född den 18 februari 1958 i Kilibwoni, Kenya, är en kenyansk friidrottare inom hinderlöpning.
Han tog OS-silver på 3 000 meter hinder vid friidrottstävlingarna 1988 i Seoul.